# Tatanka (Wrestler)
Christopher „Chris“ Chavis (* 8. Juni 1961 in Pembroke, North Carolina) ist ein US-amerikanischer Bodybuilder und Pro-Wrestler, der unter seinem Ringnamen Tatanka bekannt wurde. Chavis gehört dem Stamm der Lumbee-Indianer an, seine Darstellung als amerikanischer Ureinwohner basiert also auf seiner tatsächlichen Herkunft.

## Karriere

### Vor dem Wrestling
Chavis war seit seiner Jugend ein überzeugter Bodybuilder und Powerlifter. 1982 belegte er beim Wettbewerb um den Bodybuildingtitel Mr. Virginia Beach den zweiten Platz. Ein Jahr später konnte Chavis den Titel Mr. Goldcoast gewinnen und wurde 1985 Zweiter beim Mr. Citrus States Contest.
1985 wurde Chavis bei der Firma Bally’s Heath and Tennis Corporation als Gebietsmanager eingesetzt und gewann im gleichen Jahr den ersten Platz beim First Coast Bodybuilding Championship und 1988 den des Mr. Gulf Coast gewinnen. Bereits 1987 nahm er bei einem Probetraining der Football-Mannschaft Miami Dolphins teil. Von einer Vertragsverpflichtung nahm er jedoch Abstand.

### Wrestlinganfänge
1990 kündigte Chavis seinen Job bei Bally’s und stieg über Buddy Rogers in das Pro-Wrestling ein. Rogers vermittelte Chavis an Larry Sharpe, der in New Jersey die Wrestlingschule The Monster Factory betrieb. Bereits am 23. März 1990 debütierte Chavis als Chris Chavis bei South Atlantic Pro Wrestling in Spartanburg, South Carolina. Dort war er Teilnehmer des NAWA TV Taping und durfte seinen Kontrahenten Colt Steel besiegen. In dieser Liga verbrachte Chavis seine erste Zeit als aktiver Wrestler. So wurde er bereits bei einer Zwei-Tage-Show (30. Juni – 1. Juli 1990) in das Titelgeschehen um den NAWA Title eingebunden. Im gleichen Jahr wurde er von Pro Wrestling Illustrated zum drittbesten Newcomer des Jahres gewählt.

### World Wrestling Federation
Am 21. Oktober 1991 debütierte Chavis unter dem Namen Tatanka in der World Wrestling Federation. Das Wort Tatanka entstammt der Sprache Lakota, bedeutet Büffel und soll somit seine Herkunft als Ureinwohner Amerikas unterstreichen. In seinem ersten WWF-Kampf, den er bereits in einer Indianermasche bestritt, besiegte er Skinner und die Liga begann eine lang anhaltende Siegesreihe aufzubauen, die offiziell bis Ende 1993 anhielt. Am 30. Oktober 1993 verlor er ein Match gegen Ludvig Borga, nachdem Yokozuna zu dessen Vorteil ins Geschehen eingriff.
Tatsächlich endete die Serie bereits am 28. November 1992, als Tatanka von Ted DiBiase bei einer Houseshow in Kanada besiegt wurde. Chavis unterlag DiBiase in Folge noch drei weitere Male in Folge während weiterer Houseshows in Texas und Kanada. Am 1. Juni 1992 war Chavis außerdem Teilnehmer einer Battle Royal, die bei einer weiteren WWF-Houseshow in Kanada stattfand. Da Houseshows aber keinerlei Bezug zu derzeitigen Geschichtshandlungen haben und auch nicht im Fernsehen übertragen werden, wurden diese Niederlagen nie offiziell erwähnt und gelten als nie stattgefunden.
In der Folgezeit wurde Chavis hauptsächlich in der Midcard eingesetzt und begann eine Fehde mit Rick Martel, die er bei der Survivor Series 1992 siegreich beendete. Am 24. Oktober 1992 konnte Chavis außerdem den amtierenden Intercontinental-Champion Shawn Michaels in Chicago klar besiegen, woraus sich ein längeres Fehdenprogramm zwischen den beiden entwickelte. Bei WrestleMania 9 bekam Chavis schließlich ein Match gegen Shawn Michaels um den Intercontinental-Championtitel, welches er jedoch nur durch Auszählen und somit nicht den Titel gewann. Eine weitere Chance auf den Titel am 4. April 1993 konnte Chavis ebenfalls nicht nutzen.
Eine anschließende, sehr intensive Fehde gegen Bam Bam Bigelow, der Tatankas heiligen, indianischen Federschmuck zerstörte, fand im TV kein richtiges Ende und wurde hauptsächlich bei Houseshows ausgekämpft. Beim SummerSlam 1993 besiegte er zusammen mit den Smoking Gunns Bigelow und die Headshrinkers in einem Sechs-Mann-Tag Team Match.
Am 13. Juni 1993 war er Teilnehmer der ersten Runde des King of the Ring, jedoch überschritten er und sein Gegner Lex Luger das Matchzeit-Limit und schieden somit beide aus dem Turnier aus.
Trotz seines laufenden WWF-Vertrages trat Chavis ab dem 13. September 1993 in der USWA auf und konnte deren Champion Jerry Lawler in Memphis, Tennessee um den USWA Unified World Heavyweight Title besiegen.
Gegen Ende 1993 sollte Chavis eigentlich Teil des Teams „All Americans“ sein und in einem Elimination-Match bei der Survivor Series gegen die „Foreign Fanatics“ antreten, musste jedoch lt. Storyline verletzungsbedingt ausscheiden. Ab dem 27. Dezember 1993 bildete Chavis zusammen mit Lex Luger ein Tag-Team, das vor allem gegen Ludvig Borga und Yokozuna agierte. 1994 gehörte er zum WWF-Kader, der in Deutschland bei der WWF WrestleMania Revenge Tour in mehreren Städten eingesetzt wurde. Im Juni unterlag Chavis beim King of the Ring dem späteren Turniersieger Owen Hart, womit er wie im Vorjahr erneut in der ersten Runde des Turniers ausschied. Am 15. August desselben Jahres verlor Chavis seinen USWA-Titel an Sid Vicious.
Im Sommer 1994 begann er ein Programm gegen seinen eigentlichen Freund Lex Luger, dem er vorwarf sich an den „Million Dollar Man“ Ted DiBiase verkauft zu haben. Am Ende des folgenden Matches beim SummerSlam 1994 stellte sich jedoch heraus, dass Chavis derjenige war, der DiBiases Lockruf des Geldes gefolgt war. Nachdem er Luger durch Einroller besiegen konnte, attackierte er ihn hinterrücks und wurde so Teil von DiBiases Heel-Gruppierung „Million Dollar Corporation“. Im Januar 1995 beim Royal Rumble verlor er zusammen mit seinem früheren Feind Bam Bam Bigelow ein Turnierfinale um den vakanten WWF Tag-Team Titel gegen Bob Holly und 1-2-3 Kid (Sean Waltman). Danach tat er sich mit Psycho Sid zusammen und fehdete gegen den amtierenden WWF-Champion Diesel (Kevin Nash) und den mittlerweile zum Publikumsliebling gewandelten Bam Bam Bigelow. Beim King of the Ring '95 unterlag er in einem Tag-Team Match gg. Nash und Bigelow, nachdem Sid ihn im Stich ließ.
Danach war Chavis in keine größeren Fehden mehr eingebunden und war eine Zeit lang nur noch sporadisch in den WWF-Sendungen zu sehen. Im Januar 1996 nahm er am Royal Rumble teil, jedoch ohne nennenswerten Erfolg. Am 11. März 1996 hatte Chavis sein letztes WWF-Match gegen Bret Hart, als er gegen diesen um den WWF World Heavyweight Title verlor. Aufgrund persönlicher Probleme verlängerte Chavis seinen ausgelaufenen WWF-Vertrag nicht mehr, sondern trat nun in der internationalen Independentszene an.

### Independent (1996–2002)
Zwischen dem 28. September 1996 und dem 8. Februar 2002 trat Chavis in der Independentszene an. So zum Beispiel bei STAMPEDE Wrestling und der CZW. Nach seinem Auftritt in der CZW (8. Februar 2002) pausierte Chavis bis August 2005. In dieser Zeit baute er seine Firma auf, die sich auf Sportgeräte und Nahrungsergänzungsmittel spezialisiert hatte.

### World Wrestling Entertainment
Am 1. August 2005 feierte Chavis in der WWE seine Rückkehr. Er wurde nun verstärkt in der oberen Kampfkarte eingesetzt und trat gegen Leute wie Bobby Lashley an. Ab Januar 2006 erfolgte eine Rückstufung in der mittleren Kampfkarte an. Am 5. Dezember 2007 bestritt Chavis sein letztes Single-Match für die WWE. Er nahm am 4. April 2016 an der André The Giant Memorial Battle Royal teil, die jährlich bei Wrestlemania stattfindet.

### Independent (2007 bis heute)
Nach seiner Entlassung aus der WWE tritt Chavis nur noch in der internationalen Independentszene an. Er besitzt inzwischen Legendenstatus und war sowohl in Deutschland für die Deutsche Wrestling Allianz (zuletzt im Oktober 2017, als er gegen StarBuck verlor) als auch für German Hurricane Wrestling tätig. Bei Letzterem trat er letztmals am 27. April 2019 auf und wurde in die dortige Hall of Fame aufgenommen.

### Titel
- AWA Superstars of Wrestling Heavyweight Champion
- USWA Unified World Heavyweight Champion
- ASW Tag Team Champion (mit Joe Gomez)
- NAWA Heavyweight Champion
- SAPW Heavyweight Champion
- Stampede North American Heavyweight Champion
- TRCW Heavyweight Champion
- UCW Heavyweight Champion
- SOW Australasian Champion
- CWA Heavyweight Champion
- IWA Heavyweight Champion
- DWA World Heavyweight Champion
- WWF/WWE First Ever 40 Man Battle Royal Winner 1992
- ACW German Champion

## Sonstiges
- Chavis ist seit 1994 verheiratet mit Michelle, hat zwei Töchter, Christiana Mariah und Rhea Aiyana, und zwei Söhne, Joseph und Jeremiah.
- Im Film Natural Born Killers werden Ausschnitte aus einem Kampf mit Tatanka gezeigt.